# Grupa winylowa

Grupa winylowa

Grupa winylowa (winyl, etenyl), −CH=CH2 – grupa funkcyjna występująca w organicznych związkach chemicznych. W grupie winylowej, podgrupa metylenowa (=CH2) jest bezpośrednio przyłączona do atomu węgla pozostającego w hybrydyzacji sp².
Grupa winylowa ma na ogół silną tendencję do polimeryzacji, stąd związki chemiczne zawierające tę grupę są często stosowane jako monomery do otrzymywania polimerów winylowych.